# Piaggio PD.808
Piaggio PD.808 — итальянский бизнес-джет, разработанный компанией Piaggio совместно с Douglas Aircraft Company (США).

## Разработка
Разработка самолёта была проведена компанией Douglas под руководством Эдвард Генри Хайнеманна. Первый прототип был построен на заводе Piaggio в Финале Лигуре (Италия). В Италии проектом руководил инженер Алессандро Маццони.
Самолёт представлял собой свободнонесущий низкоплан цельнометаллической конструкции с круглым в сечении фюзеляжем, традиционным хвостовым оперением и убирающимся трёхопорным шасси. Прототип имел два ТРД Rolls-Royce Bristol Viper тягой 13,34 кН, установленные в гондолах по бокам хвостовой части фюзеляжа.
Самолёт не был коммерчески успешным. Большинство единиц были проданы итальянским ВВС для обучения военных. Некоторые экземпляры использовались для перевозки VIP-пассажиров. Последний самолёт был выведен из эксплуатации в мае 2003 года.

## Модификации
- PD-808 — 2 прототипа;
- PD-808 — 2 гражданских самолёта;
- PD-808 VIP — 4 самолёта пассажировместимостью 7 человек для перевозки VIP-пассажиров;
- PD-808 TA — 6 тренировочных самолётов для ВВС Италии;
- PD-808 GE — 8 экземпляров (ВВС Италии);
- PD-808 RM — 4 экземпляра для калибровки средств навигации);
- PD-808TF — версия с турбовентиляторным двигателем (проект закрыт).

## Лётно-технические характеристики
- Экипаж: 1 или 2 человека
- Вместимость: до 9 пассажиров
- Длина: 12,85 м.
- Размах крыльев: 13,2 м.
- Высота: 4,8 м.
- Площадь крыла: 20,9 м 2.

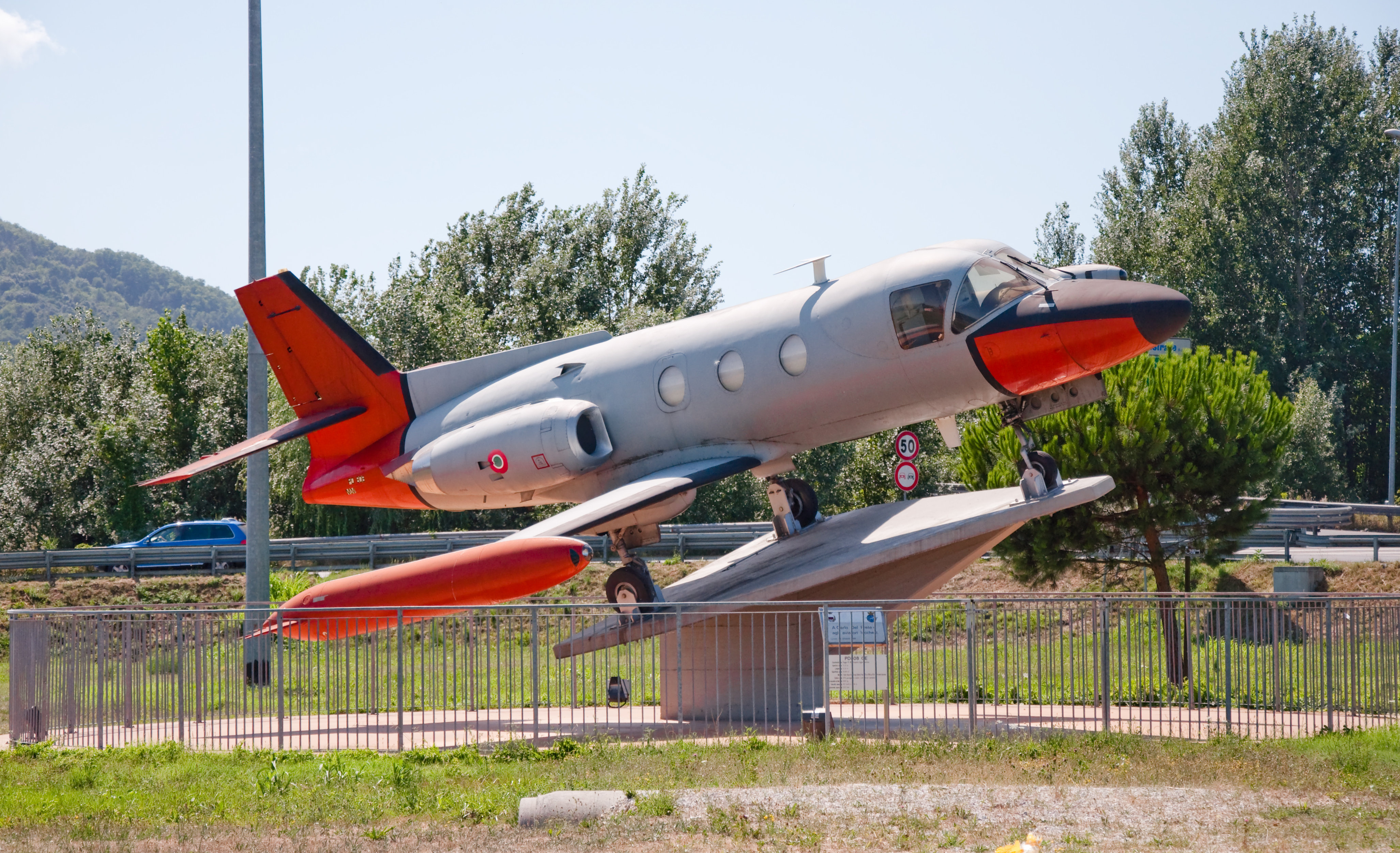
Piaggio PD.808GE на постаменте в Лукке.

- Максимальный взлётный вес: 8165 кг
- Двигатели:  2 × Rolls Royce Viper Mk526
- Максимальная скорость: 852 км/ч.
- Крейсерская скорость: 722 км/ч.
- Практическая дальность:   2128 км
- Практический потолок: 13700 м.

## Аварии и катастрофы
За всё время эксплуатации в различных авариях и катастрофах было потеряно 2 самолёта Piaggio PD.808. При этом погибли 9 человек. 
| Дата       | Бортовой номер | Место         | Жертвы | Краткое описание |
| ---------- | -------------- | ------------- | ------ | --- |
| 18.06.1968 | I-PIAI         | Сан-Себастьян | 6/6    | Выполнял демонстрационный полёт. При заходе на посадку врезался в гору. В катастрофе погиб итальянский бизнесмен Лино Занусси, первый покупатель самолёта. |
| 15.09.1993 | MM61953        | Венеция       | 3/3    | Разбился во время посадки в аэропорту Марко-Поло в сложных метеоусловиях.                                                                                  |

## Памятники
Один самолёт (бортовой номер MM62015) стоит на постаменте в городе Лукка.